# Neptis roberti
Neptis roberti är en fjärilsart som beskrevs av Eltringham 1929. Neptis roberti ingår i släktet Neptis och familjen praktfjärilar. Inga underarter finns listade i Catalogue of Life.